# راجونکوو
راجونکوو (به لهستانی:  Radzionków) یک منطقهٔ مسکونی در لهستان است که در شهرستان تارنووسکیه گور واقع شده‌است. راجونکوو ۱۳٫۴ کیلومتر مربع مساحت و ۱۶٬۲۵۶ نفر جمعیت دارد.